# Església de fusta de Budești Josani
L'església de fusta de Budești Josani («Baix Budești»), dedicada a Sant Nicolau, es troba al poble de Budeşti a la regió de Maramureș, vall de Cosău, a Romania, és representativa de les esglésies de fusta de Maramureş amb doble ràfec. És una de les vuit esglésies de fusta de Maramureș que la UNESCO ha catalogat com a Patrimoni de la Humanitat.
L'església forma part de l'Església Ortodoxa Romanesa des de 1948, a la parròquia de Budești.

## Història

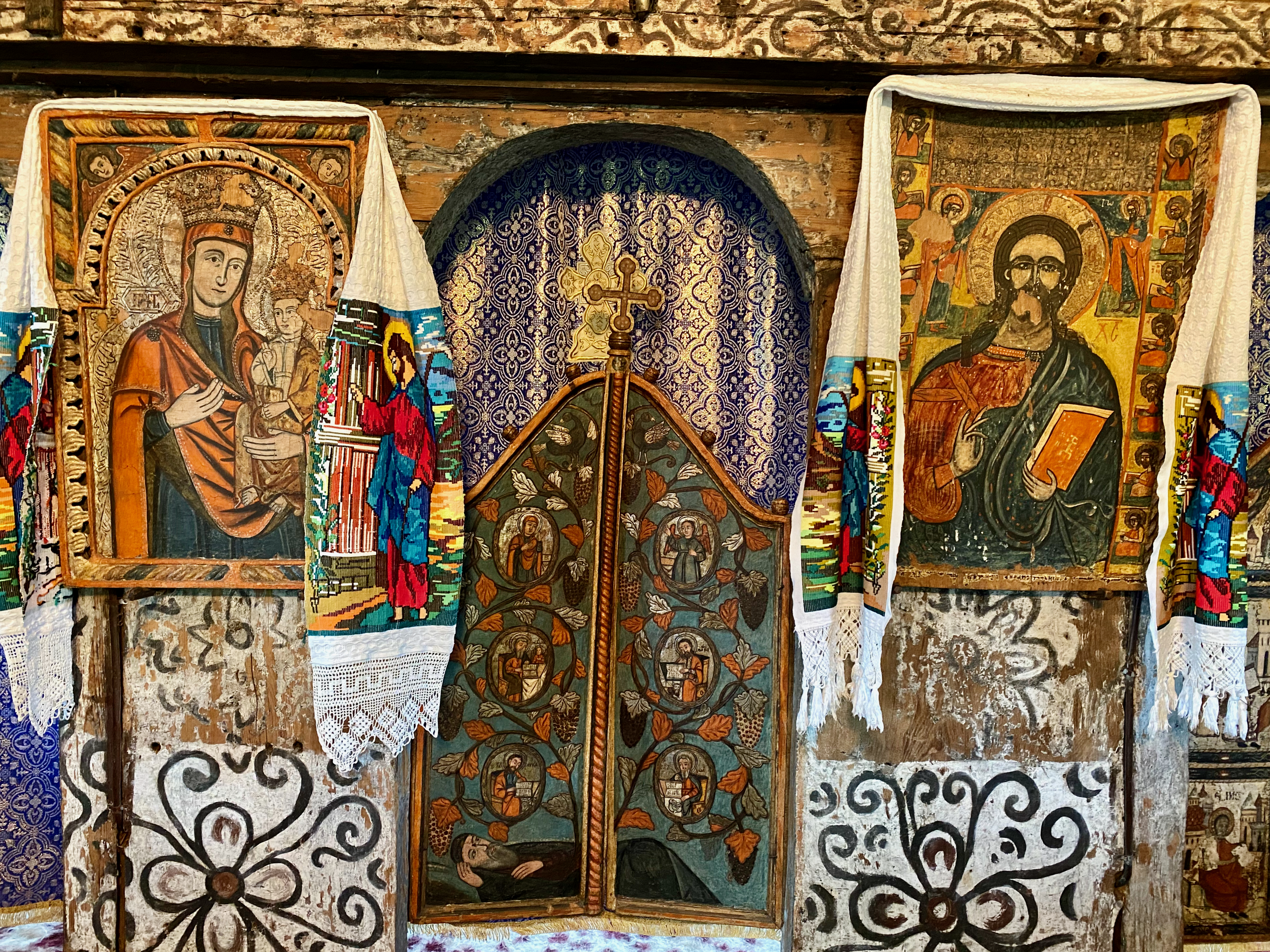
Interior

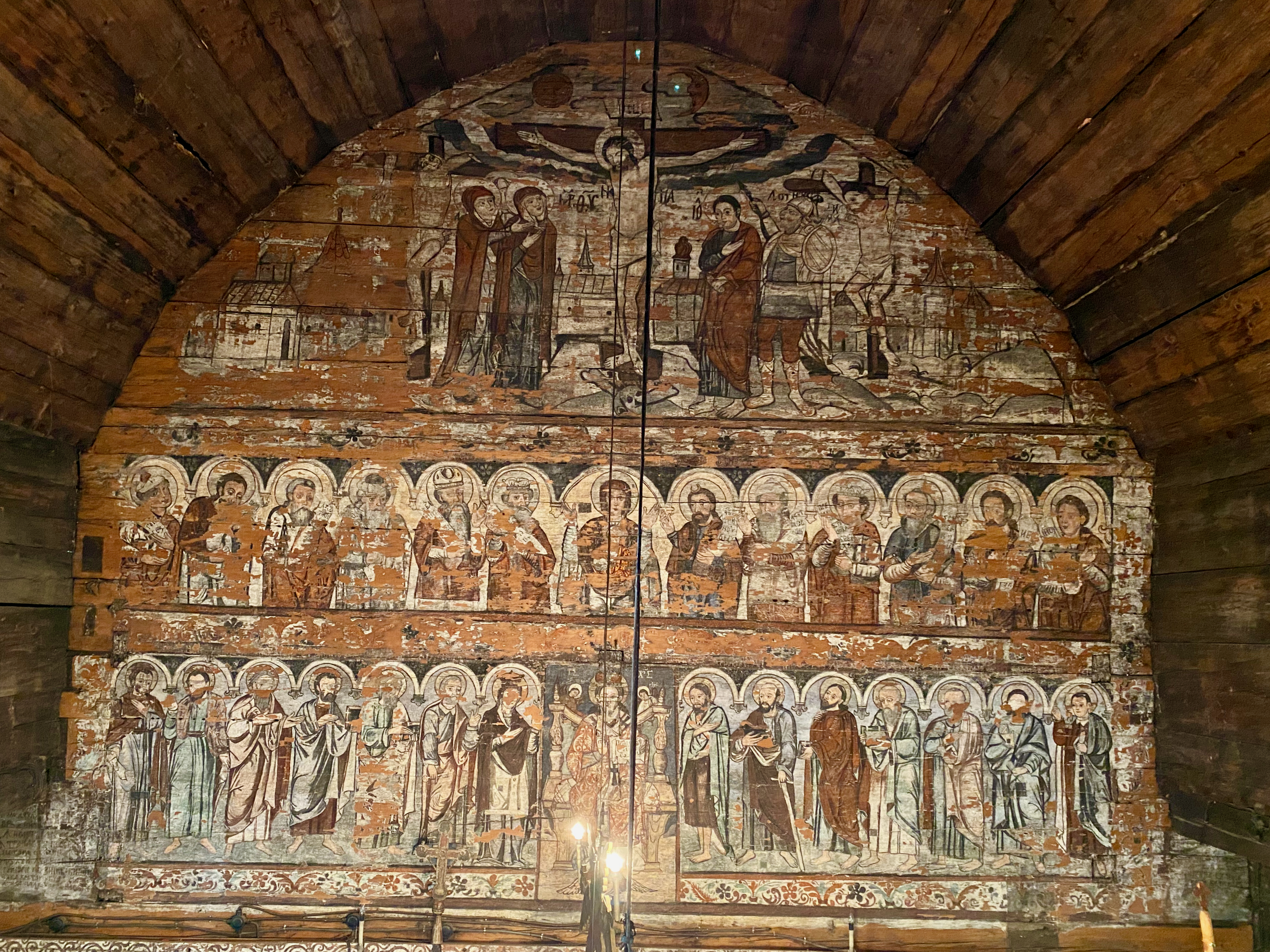
Interior

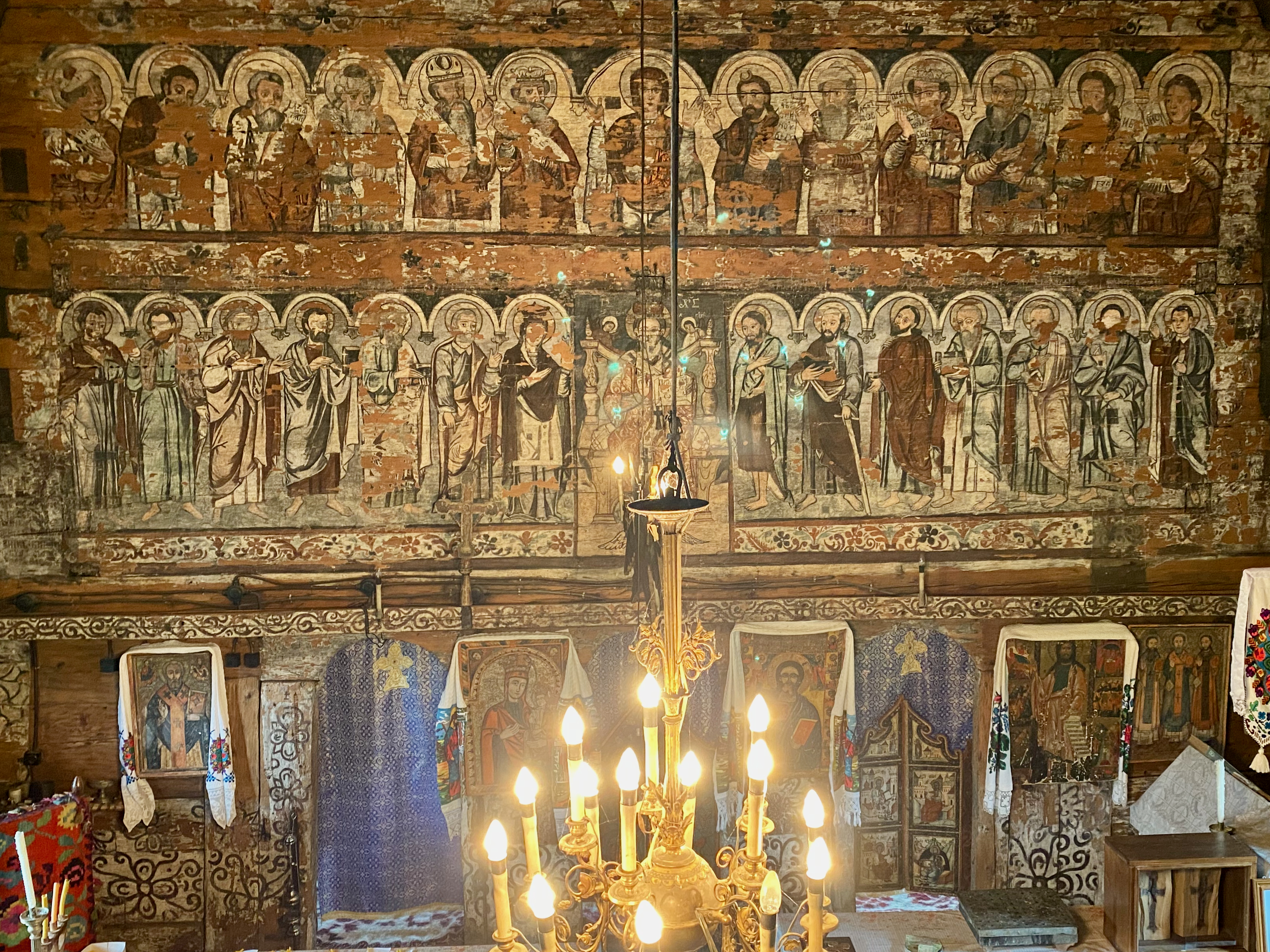
Interior

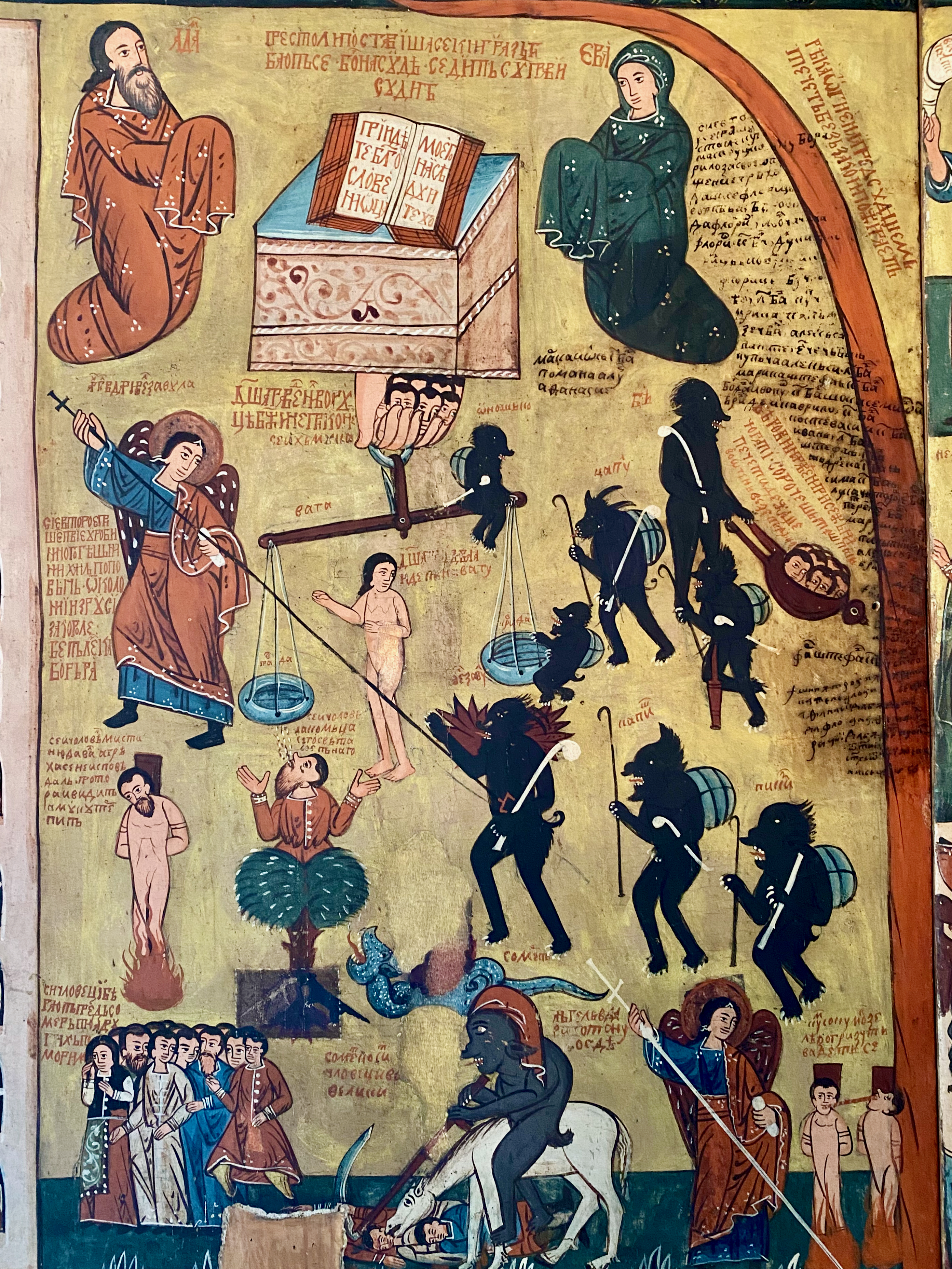
Interior

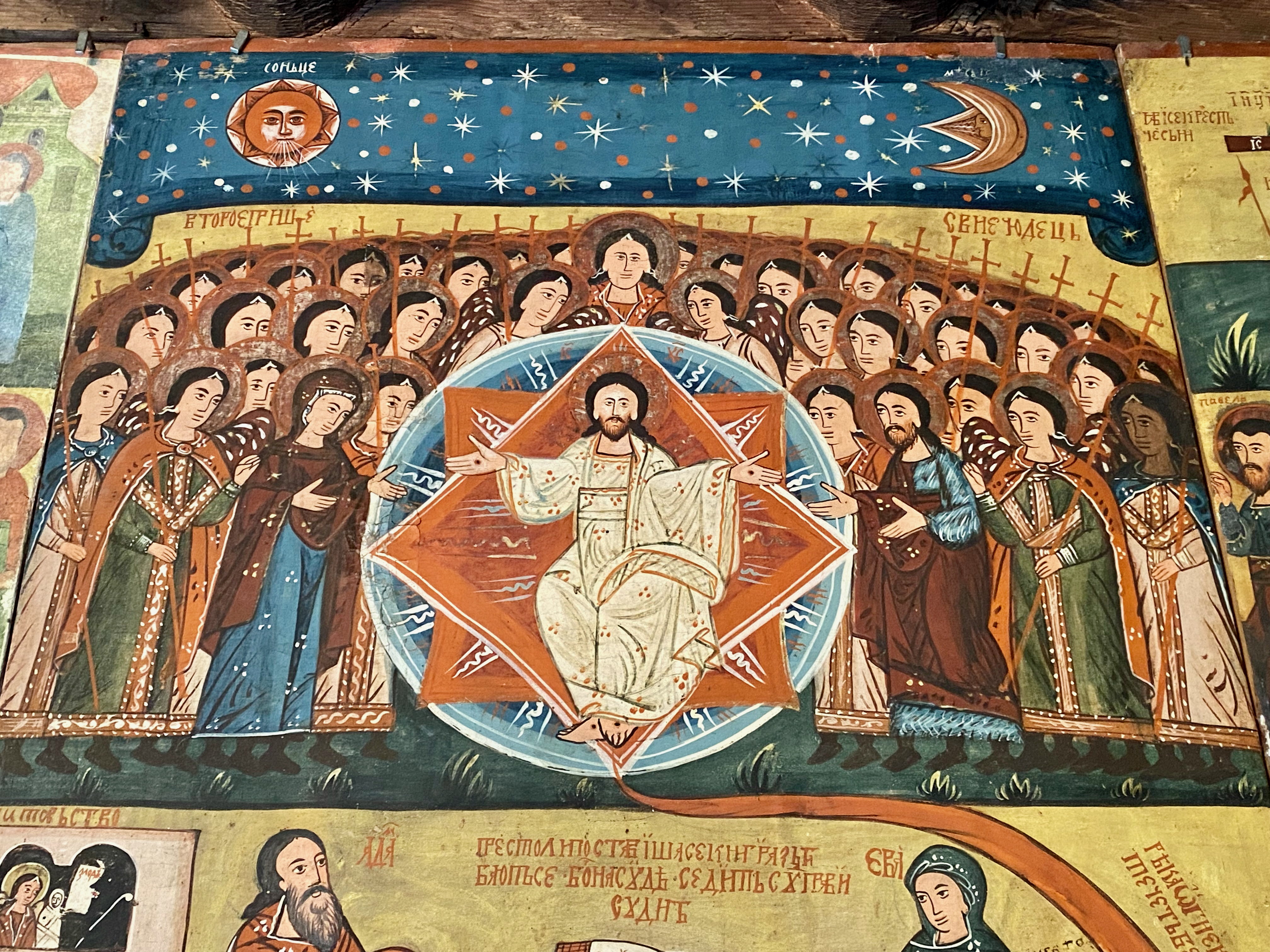
Interior

Antic assentament, fundat abans de 1361, el poble de Budești està situat als peus de les muntanyes Gutâi, a la vall del riu Cosău, prop de les fonts, a uns 30 km al sud de Sighet. L'⁣any 1361 formava part del principat romanès a la vall de Cosăului, formant-se l'actual poble de Budești per la fusió de dos antics assentaments. S'esmenta per primera vegada en un diploma del rei Lluís el Gran del mateix any, 1361.
El llegat cultural i artístic de la localitat es conserva en els dos monuments històrics que té el poble (les esglésies de fusta de Susani i Josani), edificis representatius de l'arquitectura de fusta del Maramureș, veritables tresors d'art antic romanès.
L'església de fusta de Josani, dedicada a Sant Nicolau, està construïda sobre un petit turó, dominant la zona central del poble. Construïda per la comunitat del poble durant la primera meitat del segle XVII (la tradició menciona l'any 1643), l'edifici destaca per la seva monumentalitat i valor artístic, sent l'església de fusta més gran del Maramureș històric.
De dimensions apreciables (18 m de llarg, 8 m d'ample i 26 m d'altura de la torre), l'església de Josani compta amb les tres estances tradicionals: a l'est, l'absis poligonal de l'altar, la nau i el pronaos, amb planta rectangular. L'espai destinat a l'altar està cobert amb una semicúpula (element pres de l'arquitectura de pedra i adaptat a la fusta), la nau té una volta de mig cilindre, elevada sobre consoles, i el pronaos sosté la torre del campanar sobre les bigues massisses del sostre.
Les tres estances de l'església tenen una única teulada de fusta de xindri amb pendents pronunciats, amb un ràfec doble al voltant, que té una funció importantíssima per protegir les parets de la humitat. Sobre el pronaos s'eleva la torre esvelta del campanar, que a la part superior, sota el punxegut capell, té un porxo amb tres arcs a cada costat. L'elegant agulla de la torre està flanquejada per quatre petits torreons, un element únic en l'arquitectura del Maramureș històric.
A l'interior es conserva part de les sales de Pintea Viteazul, el llegendari bandoler de Maramureș.

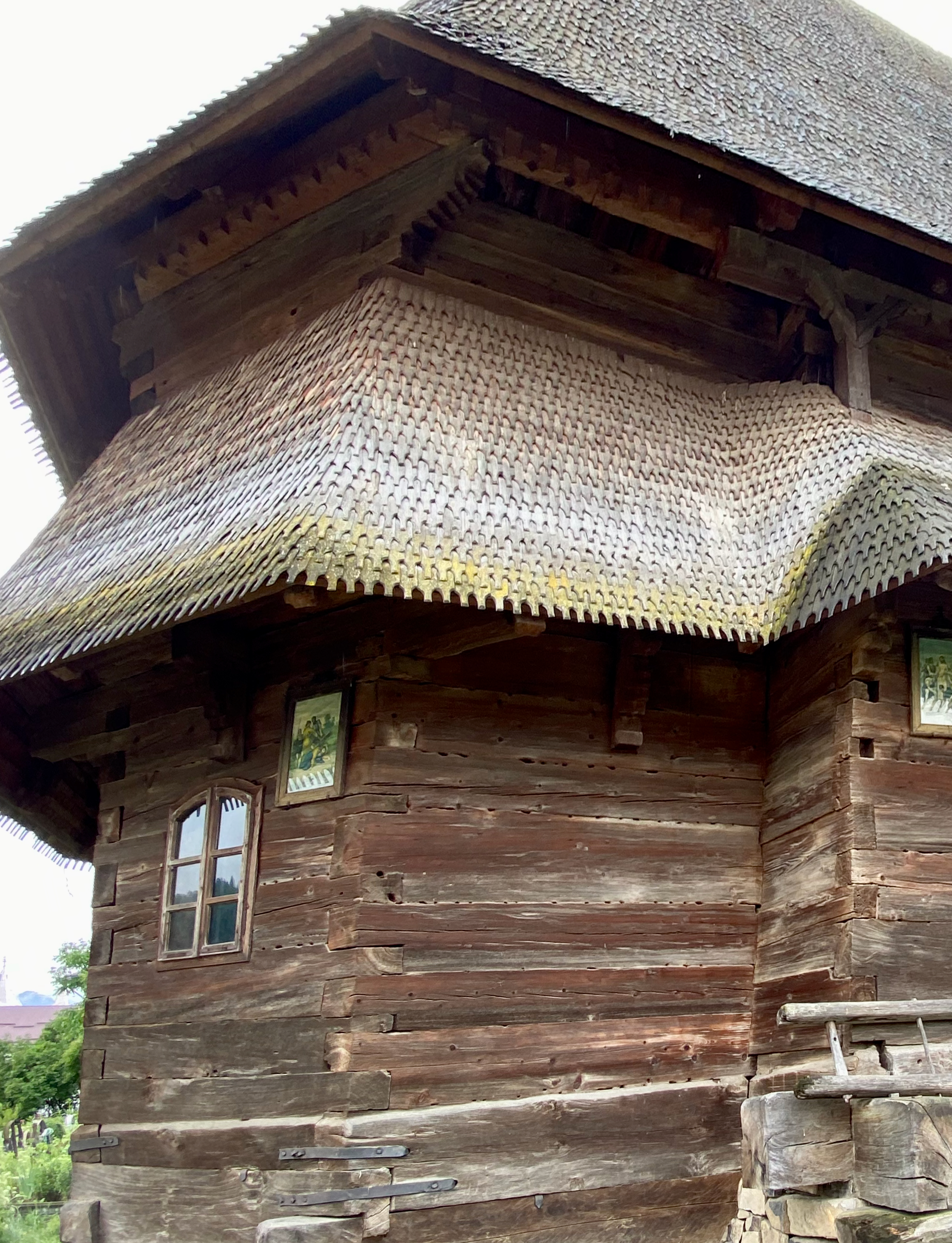
Detall doble teulada

La pintura interior està formada per escenes separades per franges de color. Les figures es dibuixen per ser vistes de prop com en les miniatures manuscrites en què es va inspirar el pintor. Predominen els colors clars, brillants, nets i harmoniosos. Tot el conjunt "canta i fa l'ullet". La pintura interior i bona part de les nombroses icones de l'església daten de 1762, quan Alexandru Ponehalschi hi treballava. Segons una inscripció, l'any esmentat es van pintar un gran nombre d'icones, que formen l'actual temple del mur de llevant de la nau. Les icones pintades sobre panells formen el primer registre de l'iconòstasi, seguit per altres registres: els dotze apòstols, en arcades, amb el centre ocupat pel Deisi (Jesús arxipreste al tron, flanquejat per Maria i Joan Baptista). Després segueix una sèrie de medallons que inclouen dos profetes cadascun, amb Maria i el Nen Jesús al centre. L'últim registre mostra una escena extensa de Jesús a la creu, completada amb els episodis del Descens de la Creu a l'esquerra i el Plor de Jesús a la dreta. La volta de la nau no té decoració perquè el drap pintat ha estat arrencat i ha desaparegut. Alexandru Ponehalschi, autor de la pintura mural i de les icones, és una personalitat artística remarcable del Maramureș del segle XVIII, essent estilísticament i des del punt de vista del programa iconogràfic apropat a la tradició postbizantina. També devem al mateix pintor els fragments conservats a la nau i al pronaos. En canvi, la pintura de l'absis de l'altar, de 1812, pertany a Ianoș Opriș, que signa aquest conjunt mural barroc, simultàniament a la icona de la "Coronació de Maria" a la taula de l'altar.
L'església també conserva un gran nombre d'icones de fusta dels segles XVII-XVIII, i sembla encara més antic, així com una valuosa col·lecció d'icones sobre vidre. Entre les icones més interessants hi ha la de St. Joan Baptista que pertanyia a una església construïda abans del segle XV; una inscripció en eslau a una cantonada diu que "aquesta icona santa va ser feta fa molt de temps pel pecador Gheorghe".